# Gustawin
Gustawin (prononciation : [ɡusˈtavin]) est un village polonais de la gmina de Krasne dans le powiat de Przasnysz de la voïvodie de Mazovie dans le centre-est de la Pologne.
Il se situe à environ 8 kilomètres au sud-ouest de Przasnysz (siège du powiat) et à 85 kilomètres au nord de Varsovie (capitale de la Pologne).
Le village compte approximativement une population de 20 habitants en 2006.

## Histoire
De 1975 à 1998, le village appartenait administrativement à la voïvodie de Ciechanów.